# Jerzy Kulesza

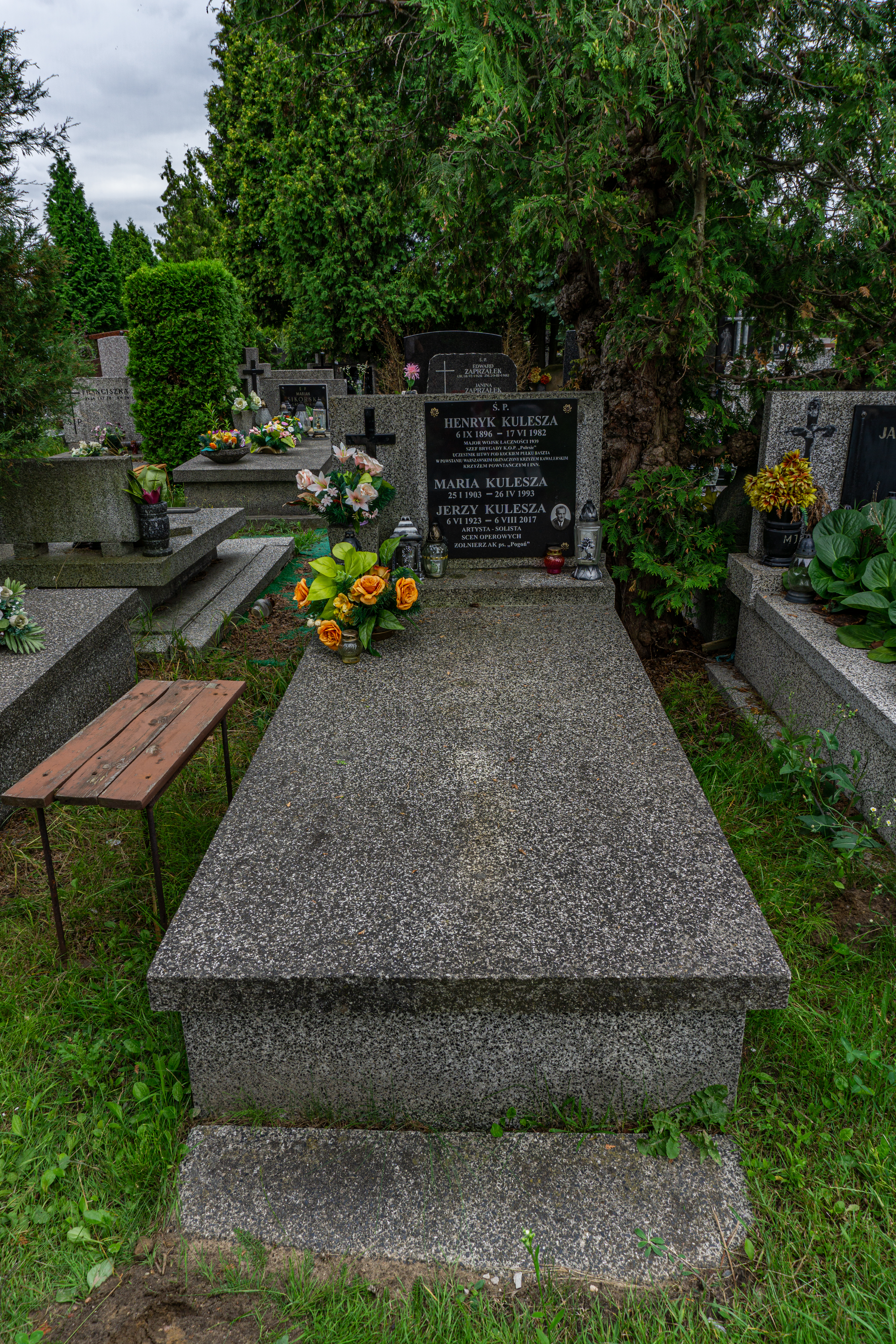
Grób Jerzego Kuleszy na cmentarzu komunalnym Północnym w Warszawie

Jerzy Kulesza vel Jerzy Chmielewski (ur. 6 czerwca 1923 w Grudziądzu, zm. 6 sierpnia 2017 w Warszawie) – polski śpiewak operowy (baryton), wykonawca piosenki popularnej oraz aktor.

## Życiorys
W czasie okupacji niemieckiej działał w polskim podziemiu niepodległościowym. Już jako 16-latek został zaprzysiężony w ramach Szarych Szeregów, pełniąc początkowo funkcję łącznika i kolportera prasy podziemnej. W latach 1941–1944 działał w wywiadzie wojskowo-ekonomicznym na linii kolejowej w ramach placówki Skarżysko-Kamienna, a następnie jako żołnierz w 25 Pułku Piechoty Armii Krajowej w batalionie por. Kazimierza Załęskiego ps. „Bończa”, biorąc udział we wszystkich bitwach stoczonych przez ten oddział.
Po II wojnie światowej podjął studia prawnicze na Uniwersytecie Jagiellońskim, jednocześnie kształcąc swoje zdolności wokalne pod kierunkiem Ady Sari w Krakowie. Następnie kontynuował naukę w Państwowej Wyższej Szkole Operowej w Poznaniu. W tym czasie pod pseudonimem Jerzy Chmielewski nagrywał również popularne piosenki w poznańskiej wytwórni płytowej Melodje. W 1949 debiutował na deskach Opery Śląskiej w Bytomiu, zaś od 1952 występował na scenie Opery Warszawskiej, zyskując uznanie jednego z najlepszych barytonów w powojennej Polsce. Współpracował również w Centralnym Zespołem Artystycznym Związku Harcerstwa Polskiego pod kierownictwem Władysława Skoraczewskiego. 
Pomimo sukcesów scenicznych, Jerzy Kulesza był również po II wojnie światowej represjonowany przez aparat bezpieczeństwa, a w 1954 więziony w warszawskim areszcie przy ul. Rakowieckiej. Zmarł 6 sierpnia 2017. Został pochowany na cmentarzu komunalnym Północnym w Warszawie.

## Filmografia
- Coś za coś (reż. Agnieszka Holland; 1977)
- Ile jest życia; odcinek 2: Sprawa wyboru (reż. Zbigniew Kuźmiński; 1976)[5]

## Wybrane odznaczenia
- Krzyż Oficerski Orderdu Odrodzenia Polski[2],
- Krzyż Kawalerski Orderdu Odrodzenia Polski[2],
- Złoty Krzyż Zasługi[2],
- Srebrny Medal „Zasłużony Kulturze Gloria Artis” (2014)[6],
- Krzyż Walecznych[4],
- Krzyż Armii Krajowej[4],
- Medal Wojska[4]